# Roselin de Burton
Callacanthis burtoni
Genre
Espèce
Statut de conservation UICN

 LC  : Préoccupation mineure
Le Roselin de Burton (Callacanthis burtoni) est une espèce de passereau de la famille des Fringillidae. D'après Alan P. Peterson, c'est une espèce monotypique.

## Description
Cet oiseau mesure 17 à 18 cm de longueur. Il présente un dimorphisme sexuel.

## Répartition
Cet oiseau peuple la chaîne de l'Himalaya : nord du Pakistan, sud du Cachemire, Népal et Sikkim notamment.

## Habitat
Le Roselin de Burton affectionne les forêts ouvertes de pin, de sapin, de cèdre et de bouleau où il est sédentaire, se réfugiant à plus basse altitude, en hiver, sur les plaques de neige fondante, les versants herbeux et les bords de routes riches en plantes herbacées.

## Alimentation
Elle se compose de toutes sortes de graines glanées sur le sol avec un complément, au printemps, de bourgeons, de jeunes pousses et de feuilles puis, en automne, de baies de viorne et d’épine-vinette. Elle consiste aussi en graines forestières (cèdres, épicéas et arbres caducifoliés). Il a aussi été observé en train de butiner des fleurs et même de se nourrir de fragments d’écorce de rhododendron.

## Reproduction
Des oiseaux peuvent être notés en couples de mi-mai à août mais les cas de reproduction connus ont été remarqués en juin et juillet. L’espèce niche sur les conifères, parfois à grande hauteur, son nid ayant été trouvé à 3, 4 et 22 m. Il est fait de lichens, de mousses, d’aiguilles de pin et de frondes de fougère liés à quelques ramilles. L’intérieur est tapissé d’herbe sèche, de radicelles et d’une épaisse garniture de poils avec quelques plumes. La ponte comporte deux ou trois œufs bleu-verdâtre tachetés et mouchetés de brun et de noir.